# Sebastian Boetius
Sebastian Boethius (1515-1573) (* Guben, 19 de janeiro de 1515 † Halle (Saale), 8 de junho de 1573) foi teólogo evangélico alemão.

## Publicações
- Leichenpredigt auf den Erzbischof Sigismund. Mühlhausen 1566.
- Index Cinglianorum quorundam errorum in catechesi Wittebergensi ova cemprehnsorum adnotatus a ministris ecclesiae Halensis. 1571.